# Rasmus Staghøj
Rasmus Staghøj (født 14. juli 1985 i Silkeborg) er en dansk journalist, der siden maj 2014 har været ansat hos TV 2 Sporten, hvor han blev fyret i oktober 2023.

## Karriere
I 2002 begyndte Staghøj på Marselisborg Gymnasium, hvorfra han i 2005 dimitterede som student. I 2007 blev han optaget på Danmarks Journalisthøjskole, hvorfra han i 2011 blev uddannet journalist. Under sin uddannelse var han praktikant hos dagbladet BT.
Fra august 2010 og seks måneder frem var Rasmus Staghøj ansat som kommunikationsmedarbejder hos fodboldklubben Silkeborg IF. Efter endt uddannelse på Journalisthøjskolen i januar 2011 rykkede han tilbage til København, da sportsredaktør Flemming Fjeldgaard tilbød ham fastansættelse på BT's sportsredaktion.

### TV 2
I maj 2014 skiftede Staghøj til TV 2 Sporten, hvor han primært skulle dække cykelsporten. Efter at have været udsendt reporter begyndte Staghøj i løbet af 2016 også at fungere som kommentator sammen med Rolf Sørensen og Brian Vandborg. I foråret 2017 kommenterede han også sammen med Chris Anker Sørensen og Brian Nygaard. De tre blev også TV 2's andet hold af kommentatorer, da alle 21 etaper ved Tour de France 2017 for første gang blev vist i deres fulde længde på tv. Staghøj, Chris Anker og Nygaard startede transmissionerne og havde de første timer bag mikrofonerne, inden Dennis Ritter, Rolf Sørensen og Jørgen Leth tog sig af afslutningerne. Staghøj fungerede dog stadigvæk som reporter fra mixed zone, hvor løbets vindende ryttere og førertrøjer skulle interviewes efter etapernes afslutning.
Den 4. marts 2016 modtog Rasmus Staghøj "Steen Ankerdal-prisen" for sit arbejde med cykelsporten. Prisen uddeles af Danske Sportsjournalister til unge sportsjournalister, der har udmærket sig. I 2017 var han nomineret til "årets digitale hit" for sin SMS-dagbog med Chris Anker Sørensen på TV 2's hjemmeside under Tour de France 2016. 
Den 10. oktober 2023 blev det meddelt, at Staghøj var fyret fra TV2.

### Andre aktiviteter
Staghøj deltog i sæson 21 af Vild med dans  i 2024. Han dansede med den professionelle danser Asta Björk Ivarsdottir.
Parret endte med en tredjeplads.

## Anerkendelse
- Steen Ankerdal-prisen (2016)[13]